# Arwajcheer
Arwajcheer (mong. Арвайхээр) – miasto w Mongolii, stolica ajmaku południowochangajskiego. W 2010 roku liczyło 27 tys. mieszkańców.
W latach 80. XX w. działała tam fabryka odzieżowa, obuwia, dość duża w skali kraju cegielnia oraz kombinat spożywczy.
W mieście znajduje się Muzeum Ajmaku, muzeum Dzanabadzara, dwa klasztory lamajskie powstałe na początku lat 90. XX w. oraz lotnisko z połączeniami do Ułan Bator. Około 15 km od miasta zachowało się stanowisko archeologiczne z zespołem prehistorycznych rysunków naskalnych (Buga Sogootyn Chadny Dzurag).